# Donhäst
Donhästen är en av de mest kända hästraserna som kommer från Ryssland där den utvecklades på 1700- och 1800-talen. Donhästarna hölls i frigående hjordar på stäpperna runt floden Don och användes framför allt av kosackerna. Rasen stammar från nomadfolkens hästar som den mongoliska nagai-hästen, persisk arabhäst och den turkmenska hästen. Särskilt stort inflytande har Karabagh-hästen från Azerbajdzjan fått. Efter viss avel framträdde rasen som en relativt fixerad typ i början av 1900-talet och användes som en lättfödd kavallerihäst som också kunde köras. Den är en bra brukshäst med bra lynne och små krav.

## Historia
Donhästarna har sitt ursprung i hästar som kallades Kalmuckhästar. Kalmuckhästarna var vilda stäpphästar som sedan vandrade och parade sig bland annat med mongoliska vildhästar, achaltekeer och persiska araber. De hästar som återfanns runt floden Don togs till fånga och avlades med stor försiktighet under 1700-talet i Ryssland. 
I slutet av 1700-talet släpptes ett stort antal Donhästar lösa på stäpperna runt om floden Don där de fick leva halvvilt, så som de hade gjort ända från början. Dessa hästar förbättrade man sedan med den ryska Orlovtravaren och en variant av angloarab som kallades streletskarab. Andra hästar från Mellanöstern, då speciellt karabaghhästar fick stort inflytande på Donhästen. Även engelska fullblod korsades in i rasen under tidigt 1800tal. 
Målet med hästarna var att få fram en tuff och stadig stridshäst till kosackerna. Det halvvilda livet på stäpperna hjälpte till att forma hästarna till tåliga och sunda kavallerihästar. Donhästarna förblev orörda efter att typen fixerades år 1900 när hästarna för sista gången förbättrades med hjälp av engelska fullblod. 
Första och andra världskriget ledde till att donhästen nästan försvann då många hästar såldes eller dödades. En del hästar släpptes loss över hela landet. De tuffa hästarna klarade sig dock och marskalken Bodionny beordrade att hästarna skulle samlas in och föras tillbaka till området runt Don igen. Budionny gav sedan upphov till en ny hästras i Ryssland kallad just budjonni.

## Egenskaper
Donhästens liv som stäpphäst har gett en sund, härdig och tålig häst som är lättfödd och anpassad till frysta stäpper. Rasen har ibland kroppsliga defekter som leder till stela rörelser. Dessa hästar används mest till körning inom kavalleriet och i jordbruken då de inte är så bekväma att rida. En del uppfödare försöker nu satsa på de bästa donhästarna i hopp om att förbättra rasen utan att blanda in nytt blod i rasen som varit "ren" sedan 1900-talets början. 
Donhästen kännetecknas av långa ben med hårda, tåliga hovar. Huvudet visar upp lite arv från det engelska fullblodet och pälsen kan ha en något metallisk glans efter achaltekeerna. Hästarna har en ganska kort bog, hög manke och en medellång och väl ansatt hals. 
Idag används donhästarna för att förbättra hästar i Ryssland och även som kavallerihäst åt kosackerna. Ryska uppfödare använder sig av prestationsprov där hästarna testas på kapplöpningsbanor och under långa ritter. Som galopphäst är inte donhästen speciellt framträdande men de har en enorm uthållighet för långritterna. En av standardproverna är att hästen ska ridas en sträcka på 275 km under sadel på mindre än 24 timmar. 